# Свариваемость
Свариваемость — свойство металлов или сочетания металлов образовывать при установленной технологии сварки неразъемное соединение, отвечающее требованиям, обусловленным конструкцией и эксплуатацией изделия. В сварочной практике существуют такие понятия, как физическая и технологическая свариваемость.
Свариваемость оценивается степенью соответствия свойств сварного соединения тем же свойствам основного материала и его склонностью к образованию дефектов. Материалы делятся на хорошо, удовлетворительно, плохо и ограниченно свариваемые.

## Понятия свариваемости
Физическая свариваемость — подразумевает возможность получения монолитных сварных соединений с химической связью. Такой свариваемостью обладают практически все технические сплавы и чистые металлы, а также ряд сочетаний металлов с неметаллами.
Технологическая свариваемость — это характеристика металла, определяющая его реакцию на воздействие сварки и способность образовывать сварное соединение с заданными эксплуатационными свойствами. В этом случае свариваемость рассматривается как степень соответствия свойств сварных соединений одноименным свойствам основного металла или их нормативным значениям.

## Определение свариваемости
Определение свариваемости по ГОСТ 29273-92: металлический материал считается поддающимся сварке до установленной степени при данных процессах и для данной цели, когда сваркой достигается металлическая целостность при соответствующем технологическом процессе, чтобы свариваемые детали отвечали техническим требованиям, как в отношении их собственных качеств, так и в отношении их влияния на конструкцию, которую они образуют.

## Характеристики
Свариваемость металлов зависит от их химических и физических свойств, наличия примесей и др. От свариваемости металла зависит выбор технологии его сварки. 
Свариваемость сталей определяется по склонности к образованию трещин и механическим свойствам шва, по ней стали разделяются на четыре группы:
1. — хорошая свариваемость; сварка выполняется без подогрева до, в процессе сварки и после.
2. — удовлетворительная свариваемость; сварка для предотвращения трещин предварительно нагревается, после сварки нужна термообработка.
3. — ограниченная свариваемость; сталь склонна к образованию трещин, её предварительно подвергают термообработке, термически обрабатывается после сварки.
4. — плохая свариваемость, склонность к образованию трещин. Сварка производится с предварительной термообработкой, подогрев проводится и после сварки.

### Нормативная литература
- ГОСТ 29273-92 «Свариваемость. Определение» (HTML).

### Техническая литература
- Николаев Г. А. Сварка в машиностроении: Справочник в 4-х т. М.: Машиностроение, 1978.
- Сварка, резка и пайка металлов / К. К. Хренов. М.: Машиностроение, 1970, 408 с.
- Справочник конструктора–машиностроителя. Т. 3. / В. И. Анурьев. М.: Машиностроение. 2000. 859 с.
- Марочник сталей и сплавов / В. Г. Сорокин, А. В. Волосникова. – М.: Машиностроение, 1989. – 640 с.
- Инструментальные стали. Справочник / Л. А. Позняк. М.: Металлургия, 1977, 168 с.